# 駱俊
駱俊（2世紀—197年），字孝遠，會稽烏傷人，東漢政治人物。為三國時代吳國名臣駱統之父。

## 生平
曾舉孝廉，後補任尚書侍郎，再拜為陳國相，為當時陳愍王劉寵之左右手。當時正逢漢末大亂，飢荒四起，鄰郡人民遷徙至陳國，駱俊傾資安頓這些流民，使其得以安穩生活，深得民心。
之後袁術求糧於陳，被駱俊拒絕，使袁術懷恨在心，密遣刺客张闿刺殺劉寵與駱俊。劉寵與駱俊死後，陳國因一時無主，終至大亂而滅亡。
其妻后改嫁华歆为妾。其子駱統，後成為吳國新陽亭侯、濡須督。